# Błażej Ostoja Lniski
Błażej Ostoja Lniski (ur. 1974 w Czersku) – polski malarz i grafik, profesor sztuk plastycznych, profesor Akademii Sztuk Pięknych w Warszawie, w latach 2012–2020 dziekan Wydziału Grafiki Akademii Sztuk Pięknych w Warszawie. Od 2020 Rektor ASP w Warszawie. Doktor honoris causa Lwowskiej Narodowej Akademii Sztuki (2023). Uhonorowany Złotym Medalem „Zasłużony Kulturze Gloria Artis” (2023).

## Życiorys
Urodzony w 1974 roku w Czersku. Artysta malarz, artysta grafik (warsztatowy) – głównie litograf, a także projektant książek, plakatów i krojów pism. W latach 1994–1999 studiował w Akademii Sztuk Pięknych w Warszawie; pracę dyplomową, za którą otrzymał wyróżnienie rektorskie, przygotował na Wydziale Malarstwa pod opieką prof. Rajmunda Ziemskiego; aneks z litografii zrealizował u prof. Władysława Winieckiego. 
Profesor sztuk plastycznych (2013). Stopień doktora uzyskał w 2004 roku, doktora habilitowanego – w 2008. Związany zawodowo z macierzystą uczelnią od 1999 roku. Na Wydziale Grafiki prowadzi Pracownię Litografii (od 2008). W latach 2008–2012 kierownik Niestacjonarnych Studiów Doktoranckich przy Wydziale Grafiki oraz prodziekan tego wydziału, dziekan w kadencjach 2012–2016 i 2016–2020. Rektor ASP w Warszawie w kadencji 2020–2024; 2024–2028
Promotor 150 prac magisterskich w zakresie litografii i ilustracji oraz 11 rozpraw doktorskich. Recenzent 8 prac doktorskich i 10 habilitacyjnych, 10 postępowań profesorskich, a także monografii naukowych oraz innego rodzaju publikacji (Fête funèbre, red. nauk. Jacek Kornacki, 2016, ISBN 978-83-62759-76-7, recenzja sporządzona dla Akademii Sztuk Pięknych w Gdańsku; Wielość w jedności, red. nauk. Barbara Chojnacka, Michał F. Woźniak, 2018, ISBN 978-83-63572-68-6 – dla Muzeum Okręgowego im. Leona Wyczółkowskiego w Bydgoszczy; Skarbiec katedry gnieźnieńskiej, red. nauk. Jarosław Bogacz, 2021, ISBN 978-83-66399-42-6 – dla Uniwersytetu im. Adama Mickiewicza w Poznaniu; Aleksander Woźniak, Patrząc na Tokio, 2021, ISBN 978-83-81003-13-1– dla Uniwersytetu Warmińsko-Mazurskiego w Olsztynie).
Uczestnik kilkudziesięciu wystaw zbiorowych oraz autor licznych wystaw indywidualnych w kraju i za granicą, m.in.: Wystawa malarstwa – indywidualna, Galeria Sztuki Współczesnej „Oranżeria”, PAN Dom Zjazdów i Konferencji, Jabłonna, 2011; Pismo, figura, powtórzenie – indywidualna wystawa malarstwa, Bałtycka Galeria Sztuki Współczesnej, Słupsk, 2012; Stać się oknem – indywidualna wystawa malarstwa, Galeria Test, Warszawa, 2013; Ostoja Lniscy. Pomiędzy akademią a sztuką ludową. Rodzinny dwugłos o sztuce – wystawa multidyscyplinarna, Muzeum Historyczno-Etnograficzne im. Juliana Rydzkowskiego, Galeria Współczesnej Sztuki Polskiej, Chojnice, 2015; Strategia palimpsestu – indywidualna wystawa litografii, Instytut Polski w Sofii, 2017; Miejsce – indywidualna wystawa malarstwa, Mazowiecki Instytut Kultury, Galeria XX1, Warszawa, 2018; Refuges of Images – wystawa malarstwa towarzysząca 58. Międzynarodowej Wystawie Sztuki – La Biennale di Venezia, Palazzo Mora, Wenecja, 2019; 27. Międzynarodowe Biennale Plakatu w Warszawie – wystawa pozakonkursowa, 2021;Dwóch Rektorów na jednej wystawie plakatów, Bułgarski Instytut Kultury, Warszawa, 2022; Natura obrazu, obraz natury – indywidualna wystawa malarstwa, Muzeum Pałacu Króla Jana III w Wilanowie, Warszawa, 2022/23; Obraz natury – indywidualna wystawa malarstwa, Muzeum Narodowe im. Andrzeja Szeptyckiego, Lwów, 2023.
Kurator Galerii Arboretum w Muzeum Narodowym w Warszawie w latach 2002–2007. Administrator stron internetowych promujących działalność Wydziału Grafiki – pracownialitografii.pl oraz wielkiwodewil.pl. Redaktor rocznika „Ostoja Litografii” (ISNN 2300-3731) od 2012 roku. Właściciel wydawnictwa TYPOFORGE STUDIO od 2015, publikuje m.in. książki opracowane przez studentów: Natalia Olbiński, Atlantyda – przewodnik po mieście, 2017, ISBN 978-83-946846-0-0; Julia Dobrzańska, Cztery pory roku w rezerwacie przyrody Morysin, współwydanie z Muzeum Pałacu Króla Jana III w Wilanowie, 2018, ISBN 978-83-946846-1-7; Magdalena Boffito, Bazar, 2020, ISBN 978-83-946846-2-4; Viktar Aberamok, Emigracja (do sztuki), 2022, ISBN 978-83-946846-3-1. Współautor (wraz z Michałem F. Woźniakiem, Dorotą Folgą-Januszewską i Kajetanem Gizińskim) książki Jerzy Tchórzewski. Monotypia. Grafika. Rysunek, red. nauk. Kajetan Giziński, Michał F. Woźniak, Muzeum Okręgowe im. Leona Wyczółkowskiego w Bydgoszczy, 2018, ISBN 978-83-63572-42-6. 
Doktor honoris causa Lwowskiej Narodowej Akademii Sztuki (2023). Uhonorowany Nagrodą im. Tadeusza Kulisiewicza (2008), nagrodą Rektora ASP w Warszawie „Pegaz” (2015), Złotym Medalem „Zasłużony Kulturze Gloria Artis” (2023) oraz Odznaką Honorową Zasłużonego dla Warszawy za działalność na rzecz miasta (2024). Laureat: warszawskiego konkursu Najlepsza Grafika Miesiąca (wielokrotnie); konkursu Polskiego Towarzystwa Wydawców Książek Najpiękniejsze Książki Roku – za opracowanie graficzne wydanych przez ASP w Warszawie publikacji: Władysław Winiecki. Wielki Wodewil (2010; za tę książkę otrzymał także Nagrodę Honorową Towarzystwa Bibliofilów Polskich), Marian Murawski. Ilustracje (2013), Jacek Dyrzyński. Malarstwo (2017; wyróżnienie); „Pióra Fredry” w ogólnopolskim konkursie edytorskim na Najlepszą Książkę Roku za opracowanie graficzne publikacji Karpacki świat Bojków i Łemków. Roman Reinfuss. Fotografie (Wydawnictwo BoSz, 2015).
Prace w zbiorach Muzeum Narodowego w Warszawie, Biblioteki Narodowej, Muzeum Warszawy, Muzeum Okręgowego im. Leona Wyczółkowskiego w Bydgoszczy, Wojewódzkiej Biblioteki Publicznej im. Witolda Gombrowicza w Kielcach, Biblioteki Uniwersytetu Łódzkiego, Muzeum Historyczno-Etnograficznego im. Juliana Rydzkowskiego w Chojnicach, Muzeum Ziemi Chełmskiej im. Wiktora Ambroziewicza w Chełmie, Muzeum Akademii Sztuk Pięknych w Warszawie oraz w kolekcji grafiki Galerii Sztuki Współczesnej BWA w Katowicach. 

## Nagrody
- Nagroda im. Tadeusza Kulisiewicza (2008)
- Najlepsza Grafika Miesiąca (wielokrotnie)
- Nagroda Polskiego Towarzystwa Wydawców Książek za Najpiękniejszą Książkę Roku 2011, 2014 i 2017
- Nagroda Honorowa Towarzystwa Bibliofilów Polskich (2011)[9]
- Nagroda Rektora ASP w Warszawie „Pegaz” (2015)
- Złoty Medal „Zasłużony Kulturze Gloria Artis” (2023).